# San Jacopo con due fanciulli
San Jacopo con due fanciulli è un dipinto a olio su tavola (159x86 cm) di Andrea del Sarto, databile al 1528-1529 circa e conservato alla Galleria degli Uffizi di Firenze.

## Storia
L'opera venne dipinta come stendardo processionale per la Compagnia di San Jacopo del Nicchio a Firenze, il cui costume, da "battuti bianchi", è indossato dai due fanciulli nella tela. La compagnia aveva infatti una confraternita parallela riservata ai fanciulli. L'occasione per la commissione del dipinto fu probabilmente il restauro dei locali della compagnia, verso il 1528, data solitamente accettata dalla critica con l'eccezione di Fraenckel che propose un'anticipazione al 1524-1525. Ma il 1528 è coerente anche con i dati stilistici, legati al mutamento di maniera dopo la Pala di Gambassi e l'Assunta Passerini.
L'ultimo restauro risale nal 1989, durante cui lo stendardo fu staccato dalla base lignea su cui era stato malamente incollato e ripulito.

## Descrizione e stile
L'apostolo Giacomo il maggiore (in Toscana noto semplicemente come san Jacopo) è raffigurato di spalle a tutta figura, mentre si volta per accarezzare il mento di un fanciullo inginocchiato alla sua destra, mentre a sinistra un secondo sta accovacciato tenendo un grande libro verde, con lo sguardo pensoso rivolto a sinistra, fuori dai confini del dipinto. Il santo è riconoscibile per il tipo attributo del bordone, il bastone del pellegrino. Il paesaggio brullo ha quella consistenza pulviscolare presente in altre opere della piena maturità dell'artista.
Sia il colore, particolarmente acceso con la macchia del manto rosso, sia la monumentalità delle figure isolate dallo sfondo segnano un ripensamento verso lo stile di Fra Bartolomeo, all'insegna di una maggiore saldezza dei volumi. L'intensa caratterizzazione del santo, con la barbetta e una fisionomia così specifica da far pensare a un ritratto, anticipava le caratterizzazione devozionali della Controriforma.
Vari dettagli ricordano opere precedenti di Andrea, confermando attribuzione e datazione: la posizione del fanciullo a destra richiama l'Assunta Passerini, mentre quello a sinistra è confrontabile con il San Giovannino, e la testa di san Jacopo ripropone con variazioni quella del san Giovanni Battista del Dossale dei quattro santi (Uffizi, inv. 1890-n. 8395).